# Cherentes niveilateris
Cherentes niveilateris är en skalbaggsart som först beskrevs av Thomson 1868. Cherentes niveilateris ingår i släktet Cherentes och familjen långhorningar.
Artens utbredningsområde är:
- Panama.
- Paraguay.

Inga underarter finns listade i Catalogue of Life.